# لا لا أنتوني
ألاني نيكول «لا لا» أنتوني (بالإنجليزية: La La Anthony)‏ (ني فازكيز، ولدت في 25 يونيو 1979) شخصية تلفزيونية، مؤلف الأكثر مبيعا على قائمة نيويورك تايمز ، سيدة أعمال، منتج وممثلة أمريكية.

## روابط خارجية
- لا لا أنتوني على موقع IMDb (الإنجليزية)
- لا لا أنتوني على موقع ألو سيني (الفرنسية)
- لا لا أنتوني على موقع ميوزك برينز (الإنجليزية)
- لا لا أنتوني على موقع أول موفي (الإنجليزية)
- لا لا أنتوني على موقع قاعدة بيانات الفيلم (الإنجليزية)
- لا لا أنتوني على موقع كينوبويسك (الروسية)
- MTV.com-Onair- Meet the Vjs
- Read MTV's profile of La La on MTV.TV
- LaLa Vazquez interview with DJ Whoo Kid, Sirius Radio/RadioPlanet.tv